# NGC 4617
NGC 4617 é uma galáxia espiral (Sb) localizada na direcção da constelação de Canes Venatici. Possui uma declinação de +50° 23' 39" e uma ascensão recta de 12 horas, 41 minutos e 05,7 segundos.
A galáxia NGC 4617 foi descoberta em 9 de Fevereiro de 1788 por William Herschel.